# Bartramia strumosa
Bartramia strumosa là một loài rêu trong họ Bartramiaceae. Loài này được Hampe Mitt. mô tả khoa học đầu tiên năm 1869.